# 昌都黄耆
昌都黄耆（学名：Astragalus changduensis）为豆科黄芪属的植物，是中国的特有植物。分布于中国大陆的西藏等地，生长于海拔3,000米的地区，多生在沟旁湿处，目前尚未由人工引种栽培。